# Азат (Ульяновская область)
Азат — посёлок в составе Спешнёвского сельского поселения Кузоватовского района Ульяновской области.

## География
Находится на левом берегу реки Свияга на расстоянии примерно 45 километров по прямой на северо-северо-восток от районного центра — посёлка Кузоватово.

## История
В 1990-е годы отделение СПК «Стоговский».

## Население
Население составляло 24 человека в 2002 году (92 % русские), 7 по переписи 2010 года.